# Hope Islands
Le Hope Islands sono due isole coralline situate nel mar dei Coralli nella regione di Cairns nel Queensland (Australia). Si trovano nord di Cape Tribulation, circa 37 km a sud-est della città di Cooktown.

## Geografia
Le Hope Islands sono situate lungo la costa del Queensland da cui distano 8-10 km; hanno una superficie complessiva di 1,74 km² e un'altezza media di 9 m. Si trovano all'interno della Parco marino della Grande barriera corallina e fanno parte di un parco nazionale (Hope Islands National Park) composto di quattro isole distanti fra di loro: Snapper Island, Struk Island, a sud di Cape Tribulation (16°10′16″S 145°26′50″E), e le due Hope:
- East Hope, la minore, di forma arrotondata.
- West Hope, la maggiore, di forma allungata.

### Fauna
Le isole ospitano una grande varietà di uccelli, tra cui: il pellicano australiano, la garzetta di Reef, la beccaccia di mare fuligginosa, il piviere dorato del Pacifico, il voltapietre, il piro-piro siberiano, il chiurlo piccolo, il martin pescatore sacro, il martin pescatore di foresta e l'artamo pettobianco.
East Hope ospita anche una piccola colonia di volpi volanti nere.

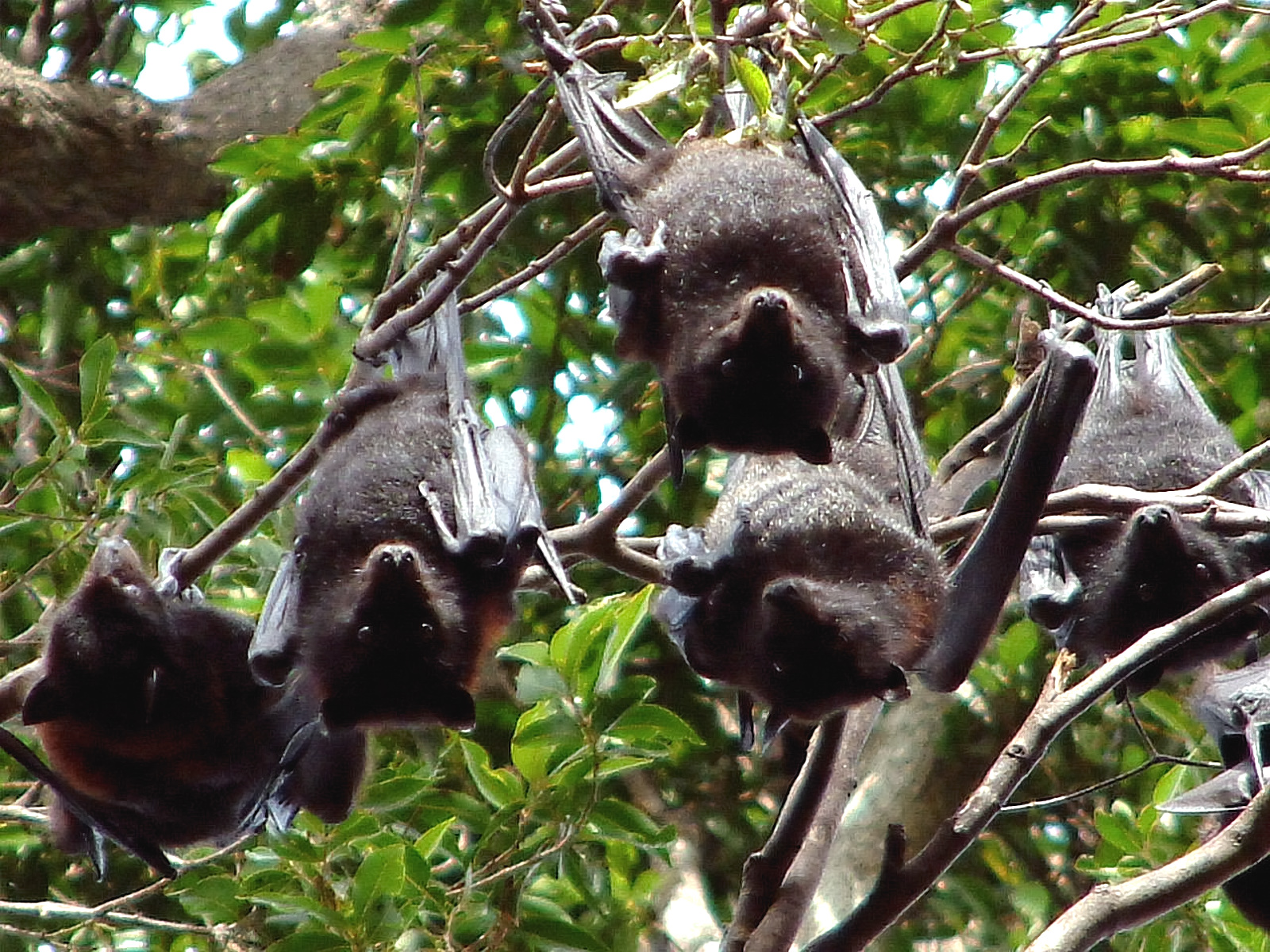
Volpi nere volanti

La barriera corallina che circonda le isole ospita una grande varietà di vita marina.

## Storia
L'isola fa parte del tradizionale stato marino degli aborigeni Kuku Yalanji, che continuano a usarle come zona di caccia e pesca.
L'esploratore James Cook diede il nome Hope (speranza) alle isole, nel giugno del 1770 durante il suo primo viaggio a bordo della HMS Endeavour. Il 10 giugno, Cook aveva trovato difficoltà nell'avvicinarsi alle isole e, colpita una scogliera, per poco evitò di affondare; mentre due giorni dopo si dirigeva verso nord, annotò: «Le ho chiamate isole della Speranza perché eravamo sempre nella speranza di poter raggiungere queste isole..».